# Habenaria prionocraspedon
Habenaria prionocraspedon är en orkidéart som beskrevs av Victor Samuel Summerhayes. Habenaria prionocraspedon ingår i släktet Habenaria och familjen orkidéer. Inga underarter finns listade i Catalogue of Life.